# 瓊塔班巴區
瓊塔班巴區（西班牙語：Distrito de Chontabamba），是秘魯的一個區，位於該國中部帕斯科大區的奧克薩潘帕省，始建於1944年11月27日，面積364.96平方公里，海拔高度1,900米，2005年人口3,095，人口密度每平方公里8.5人。